# باركر ماك
باركر ماك (بالإنجليزية: Parker Mack)‏ هو ممثل أمريكي، ولد في 1992 في سانت لويس في الولايات المتحدة.

## وصلات خارجية
- باركر ماك على موقع IMDb (الإنجليزية)
- باركر ماك على موقع ميتاكريتيك (الإنجليزية)
- باركر ماك على موقع روتن توميتوز (الإنجليزية)
- باركر ماك على موقع قاعدة بيانات الأفلام العربية
- باركر ماك على موقع ألو سيني (الفرنسية)
- باركر ماك على موقع تيرنر كلاسيك موفيز (الإنجليزية)
- باركر ماك على موقع أول موفي (الإنجليزية)
- باركر ماك على موقع قاعدة بيانات الفيلم (الإنجليزية)
- باركر ماك على موقع كينوبويسك (الروسية)